# Třímany

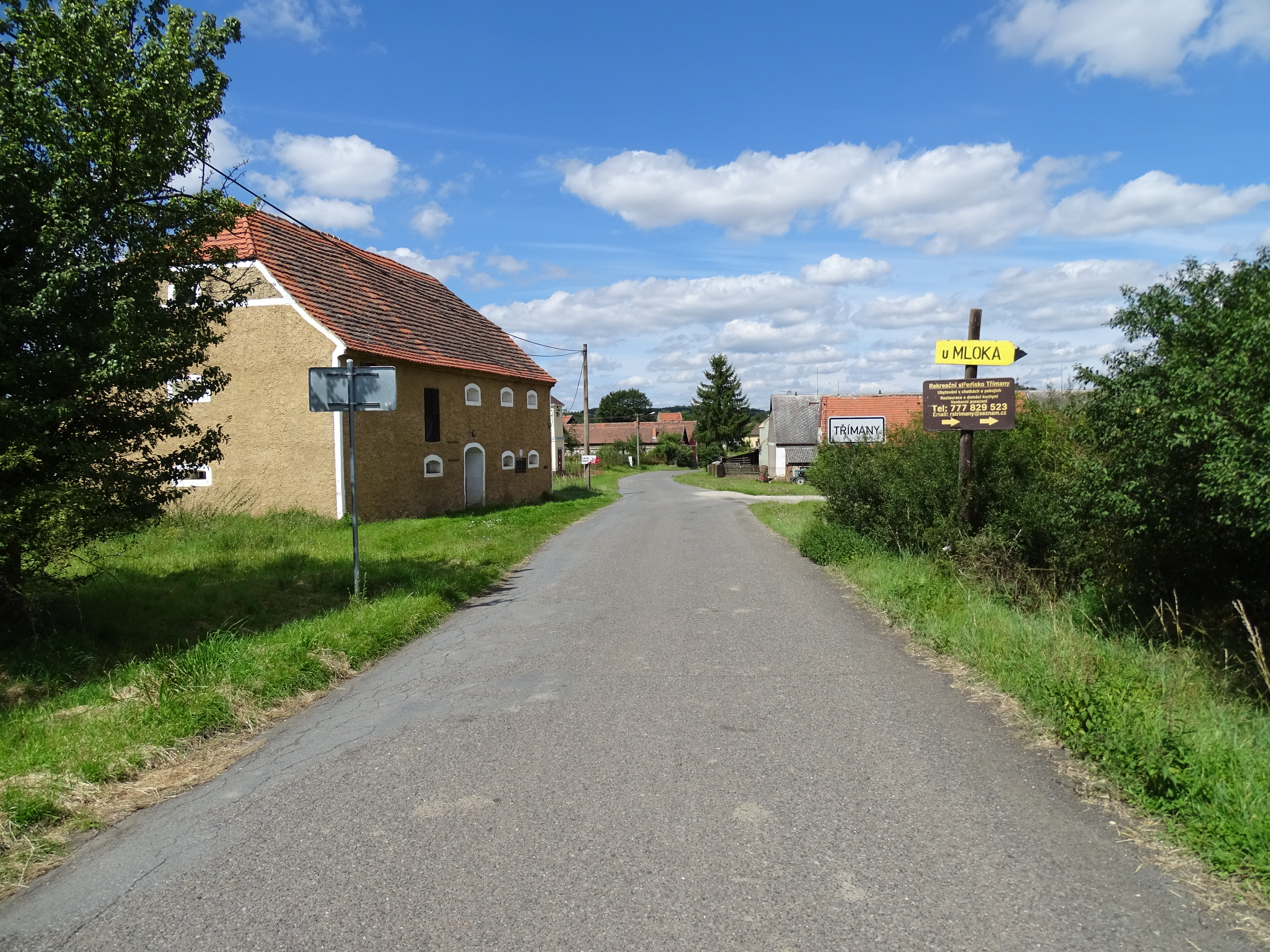
Ortsansicht

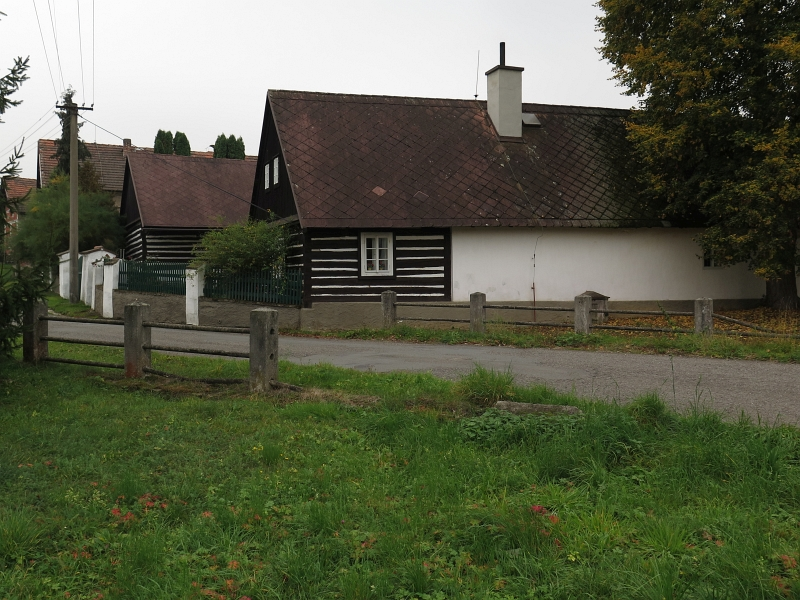
Gehöft Nr. 8

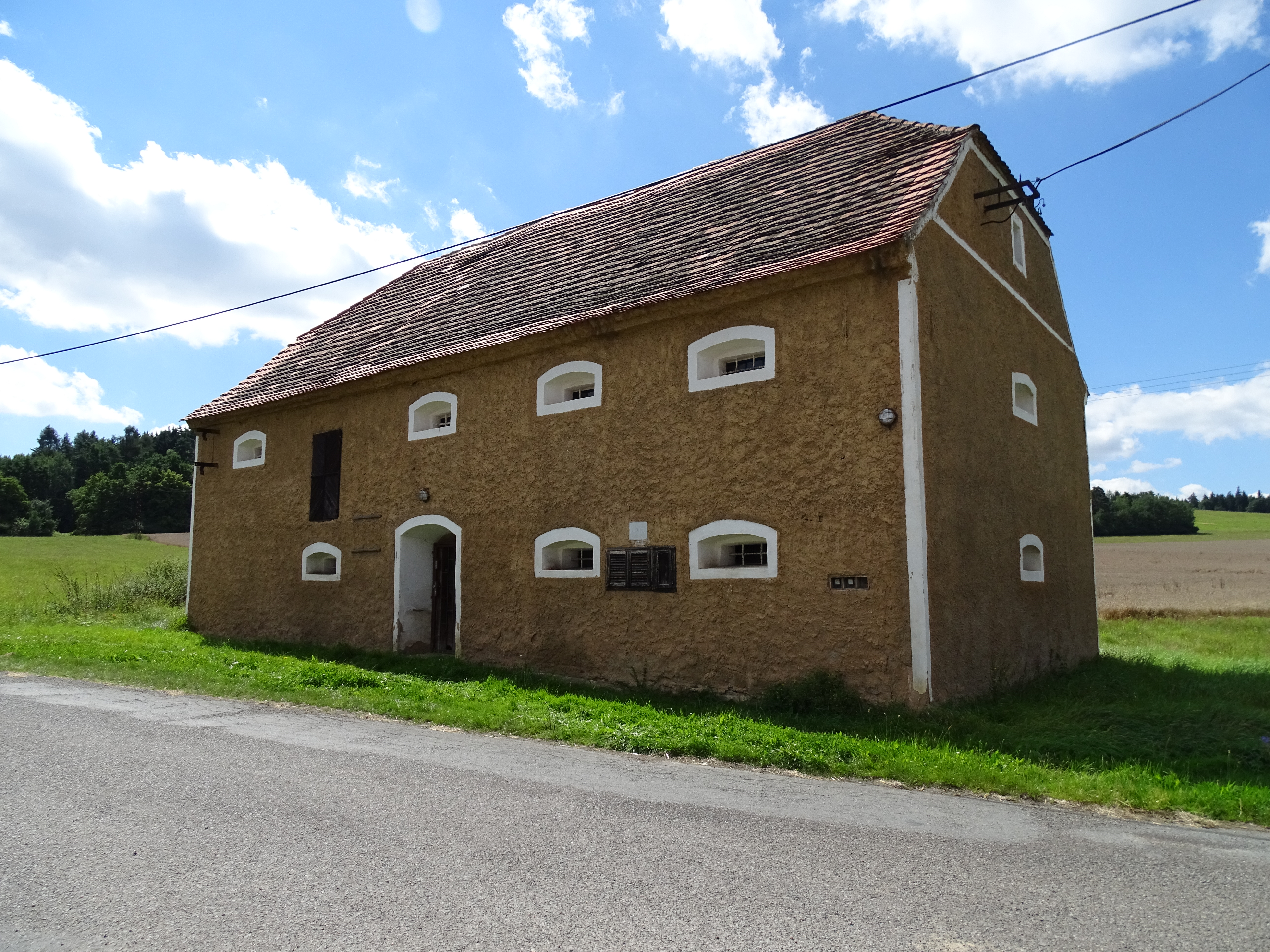
Speicher

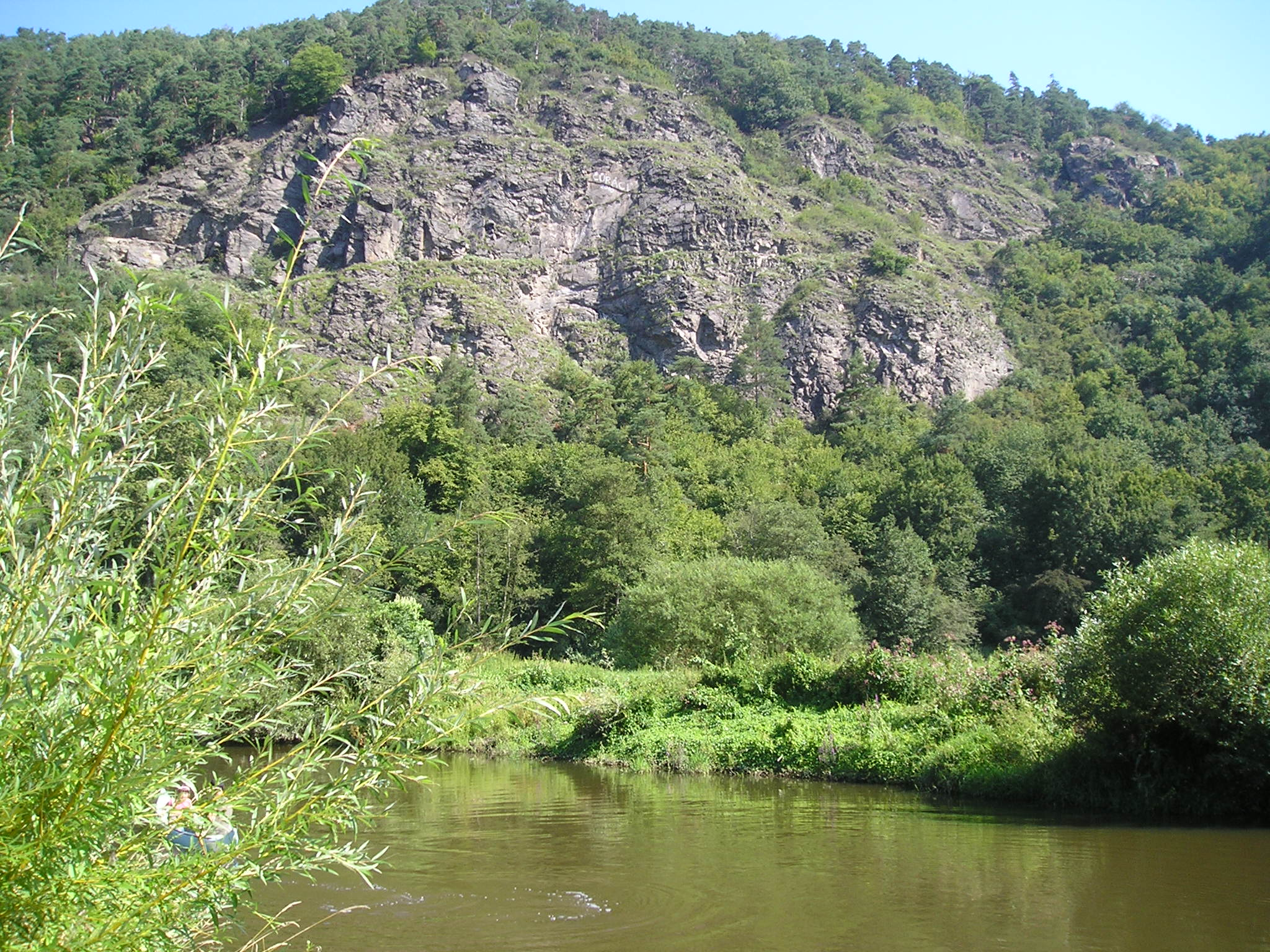
Třímanské skály

Třímany (deutsch Trziman, auch Triman) ist ein Ortsteil der Gemeinde Kladruby (Kladrub) in Tschechien. Er liegt zehn Kilometer nördlich von Radnice (Radnitz) und gehört zum Okres Rokycany.

## Geographie
Der Rundling Třímany befindet sich rechtsseitig über dem Tal der Berounka in einer großen Flussschleife auf einer zum Radnitzer Hügelland (Radnická pahorkatina) gehörigen Hochfläche. Nördlich erhebt sich der Na Chocholouši (397 m n.m.), im Süden die Velká Hůrka (407 m n.m.) sowie südwestlich der Jestřábí (397 m n.m.). Gegen Nordwesten liegt die Burgruine Krašov. Das Dorf befindet sich im Naturpark Berounka. 
Nachbarorte sind Brodský Mlýn, Baborův Mlýn und Holovousy im Norden, Hlince und Dolany im Nordosten, Třímanský Přívoz, Ptyč und Chlum im Osten, Lejskův-Kožíškův Mlýn, Prachárna und Hřešihlavy im Südosten, Rakolusky im Süden, Bujesily, Liblín und Kozojedy im Südwesten, Krašov, Podkrašovský Mlýn, Bohy und Rohy im Westen sowie Brodeslavy und Všehrdy im Nordwesten. 

## Geschichte
Die erste schriftliche Erwähnung von Třímany erfolgte 1315 als Teil der Burgherrschaft Krašov. Während der Belagerung der Burg wurde das Dorf durch die Hussiten verwüstet und niedergebrannt. Wegen seiner Verdienste während der Hussitenkriege als königlicher Hauptmann erhielt Hanuss von Kolowrat von König Sigismund die Burg Krašov zugeschrieben. 1430 vererbte er die Herrschaft Krašov seinem Sohn Hanuss d. J. auf Zbiroh, Točník und Žebrák. 1529 verkaufte der Vormund des minderjährigen Dietrich d. J. Kolowrat-Bezdružicky die Burg Krašov mit dem Städtchen Kozojedy, den Dörfern Milíčov, Břesko, Rakolusky, Bohy, Třímany und Borek, dem größten Teil von Hlince, der Feste Březsko sowie drei Mühlen für 3250 Schock an Nikolaus Switak von Landstein; die Zuschreibung in der Landtafel erfolgte 1534. Nikolaus Switak verkaufte die Güter um 1540 an Dietrich Kolowrat-Bezdružicky, der sie wenig später an Katharina von Solopisk, die Ehefrau des Wilhelm Switak von Landstein, weiterreichte. In der zweiten Hälfte des 16. Jahrhunderts wurde Třímany dem Gut Křič zugeschlagen; die Bewohner hatten ihre Robot auf dem Meierhof Ptič abzuleisten. Heinrich Jakob Teyrzowsky von Ensiedl, vererbte 1618 die Güter Křič, Kožlan, Břesko und Dubian seinem Sohn Johann. Dieser verkaufte die Güter 1621 an Bohuslaw Georg Kolowrat-Krakowsky auf Schippen und Schösselhof. Um 1625 gehörten sämtliche Güter Hermann Warlich von Bubna. Während des Dreißigjährigen Krieges wurde die Gegend verwüstet, auch Třímany verödete. Nachfolgende Besitzer waren ab 1650 Adam Heinrich Teyrzowsky von Ensiedl, ab 1665 der Rakonitzer Kreishauptmann Adalbert Ignaz Teyrzowsky von Ensiedl und ab 1695 dessen Sohn Wilhelm Freiherr Teyrzowsky von Ensiedl. In der zweiten Hälfte des 17. Jahrhunderts wurde das Dorf wiederbesiedelt, im Jahre 1676 lebten in Třímany 129 Personen. Im Jahre 1713 veräußerten die Brüder Teyrzowsky von Ensiedl die Herrschaft Křič für 211.000 Gulden an Wenzel Josef Lažanský von Bukowa auf Manetin. 1715 erbten Wenzel Josefs Witwe Marie Gabriele und seine Söhne Maximilian Wenzel und Karl Josef Lažanský den Besitz. Die Herrschaft Křič blieb im Besitz der Witwe, diese starb 1758 als Oberin des Reichsstiftes adeliger Fräulein in der Neustadt Prag und hinterließ eine Hälfte der verschuldeten Herrschaft dem Stift. Die andere Hälfte wurde auf Antrag ihrer Gläubiger subhastiert; da sich dafür jedoch kein Interessent fand, fiel sie den Lažanskýschen Erben zu, die sie 1764 dem Fräuleinstift, das später den Namen k.k. freiweltadeliges Damenstift zu den heiligen Engeln in der Altstadt Prag erhielt, verkauften. In der Topographie des Königreichs Böhmen von 1785 wurde Střiman irrtümlich der Herrschaft Plaß zugeschrieben. Während der Josephinischen Reformen wurde die Herrschaft Křič im Jahre 1787 an das Prager Theresianum angeschlossen, 1791 ging sie an das Damenstift zurück.
Im Jahre 1843 bestand das im Rakonitzer Kreis an der Grenze zum Pilsner Kreis gelegene Dorf Třiman, auch Třimany bzw. Střiman genannt, aus 22 Häusern mit 219 tschechischsprachigen Einwohnern. Im Ort gab es einen Gemeinde-Schüttboden und ein Wirtshaus. Abseits lagen mehrere Einschichten: die zweigängige Leyskamühle (Lejskův Mlýn) links der Mies, ihr gegenüber das Wasserhäuschen (Prachárna) mit einer Kahnüberfuhr, das Fischerhaus Třimaner Überfuhr (Třímanský Přívoz) links der Mies mit einer Plettenüberfuhr sowie – ebenfalls links des Flusses – der herrschaftliche Meierhof Ptič mit einer Schäferei. Pfarrort war Reschohlau. Bis zur Mitte des 19. Jahrhunderts blieb Třiman der Herrschaft Křič untertänig.
Nach der Aufhebung der Patrimonialherrschaften bildete Třímany / Trziman ab 1850 eine Gemeinde im Gerichtsbezirk Zbirow. 1868 wurde Třímany dem Bezirk Hořowitz zugeordnet. Im Jahre 1869 bestand das Dorf aus 21 Häusern und hatte 117 Einwohner. Zum 1. September 1896 wurde die Gemeinde Teil des neu gebildeten Bezirks Rokitzan. 
Im Jahre 1900 hatte Třímany 128 Einwohner, 1910 waren es 120. Im Jahre 1906 verkaufte das Freiweltadelige Damenstift zu den heiligen Engeln die Grundherrschaft Chříč an Stephan von Götzendorf-Grabowski, der sie 1910 an Gustav Fischer veräußerte. Im Jahre darauf erwarb Karel Černohorský die Güter. Anschließend wechselten die Besitzer in rascher Folge. 
Nach dem Ersten Weltkrieg zerfiel der Vielvölkerstaat Österreich-Ungarn, Třímany wurde 1918 Teil der neu gebildeten Tschechoslowakischen Republik. Beim Zensus von 1921 lebten in den 17 Häusern der Gemeinde 119 Personen, davon 118 Tschechen. 1930 lebten in den 17 Häusern von Třímany 97 Personen. Zwischen 1939 und 1945 gehörte Třímany / Triman zum Protektorat Böhmen und Mähren. Nach dem Ende des Zweiten Weltkrieges kam Třímany zur wiedererrichteten Tschechoslowakei zurück. 1950 lebten in den 17 Häusern von Třímany 74 Personen. In der zweiten Hälfte des 20. Jahrhunderts verstärkte sich der Bevölkerungsrückgang. Am 1. Januar 1976 erfolgte die Eingemeindung nach Kladruby. Beim Zensus von 1991 lebten in den sieben Häusern von Třímany 23 Personen. 2011 hatte das Dorf 17 Einwohner und bestand aus 17 Wohnhäusern.

## Ortsgliederung
Der Ortsteil Třímany bildet einen Katastralbezirk. Zu Třímany gehören die Erholungszwecken dienenden Siedlungen U Bobíka und U Mloka im Berounkatal. 

## Sehenswürdigkeiten
- Häuser Nr. 8 und 17 mit Blockstuben, sie wurden zu Kulturdenkmalen erklärt
- ehemaliger Schüttboden, am südöstlichen Ortsausgang
- Kapelle auf dem Dorfplatz
- Kreuz auf dem Dorfplatz
- Třímanský vodopad, Wasserfall östlich des Dorfes an einem kleinen Zufluss zur Berounka
- Naturreservat Třímanské skály, der felsige Prallhang der Berounka südlich der Velká Hůrka wurde 1990 unter Schutz gestellt.

## Persönlichkeiten

### Söhne und Töchter des Ortes
- Vojtěch Vlastimil Janota (1828–1907), Schriftsteller, Verleger und Schuldirektor in Písek, er gründete die Zeitschrift Poutník od Otavy

### In Třímany lebten und wirkten
- Jaroslav Cingroš (1895–1975), der ehemalige Legionär und Oberst der Tschechoslowakischen Armee wirkte als Schriftsteller, Literaturhistoriker und Naturschützer.